# Ölve vagy halva
Az Ölve vagy halva (eredeti cím: Hard to Kill) 1990-ben bemutatott amerikai akciófilm, melyet Bruce Malmuth rendezett. A főbb szerepekben Steven Seagal, Kelly LeBrock, Frederick Coffin és William Sadler látható.

## Rövid történet
Egy Los Angeles-i rendőr hét év után felébred a kómából és bosszúhadjáratba kezd a családja életére törő bűnözők ellen.

## Cselekmény
|  | Alább a cselekmény részletei következnek! |

Mason Storm (Seagal) Los Angeles-i rendőr egy éjjel lefilmez egy árnyékban lévő, felismerhetetlen alakot egy maffiatalálkozón, aki befolyásos politikusként támogatásáról biztosítja a bűnözőket. Bár észreveszik, a nyomozónak sikerül elmenekülnie. Felhívja a rendőrkapitányságot (nem tudva, hogy a testületnél több munkatársa is korrupt), majd hazamegy a feleségéhez és kisfiához, a konyhában pedig elrejti a kamerát. Még aznap éjjel megtámadják a házat: Mason feleségét megölik, a rendőrt is lövések érik, de a fia, Sonny elmenekül. Masont kórházba szállítják, ahol megjelenik régi társa, a belső ügyosztálynál dolgozó O'Malley is. Az orvos elmondja neki, hogy Mason még életben van, de kómába esett, így kétséges, hogy valaha is magához tér. O'Malley ezután elintézi, hogy Masonnek és Sonnynak is halálhírét keltsék, mivel csak így lehetnek biztonságban.
Hét év telik el, mikor egy reggelen Mason magához tér. A kezelőorvosa, Dr. Andrea 'Andy' Stewart rögtön értesíti O'Malley-t az esetről, de ő már nem dolgozik a rendőrségnél, helyette egy korrupt rendőr veszi fel a telefont. Az izomsorvadás miatt mozgásképtelen Mason utasítja a nőt, hogy vigye ki a kórházból, mivel ha nem teszi, mindkettejüket megölik. Andrea nem hisz neki és magára hagyja. Nem sokkal később megjelenik egy bérgyilkos, orvosnak álcázva Masont keresi. Mason sikeresen elmenekül és Andrea segítségével elhagyják a kórházat. Andrea egy barátja birtokára viszi Masont, ahol a férfi elmeséli neki a hét évvel ezelőtt történteket, ezután megkéri a nőt, keresse meg O'Malley-t.
Kis idő múlva, komoly testedzés után Mason visszanyeri erejét és rájön, hogy a találkozón a rejtélyes alak Vernon Trent egykori szenátor-jelölt volt, aki mostanra szenátor lett. Elmegy O'Malley-hez, miközben Andrea a kórházban dolgozó barátnőjéhez siet, mivel most ő is célpont Trent emberei számára. Mason beszél O'Malley-val, aki elárulja neki, hogy Sonny még mindig él; O'Malley vette magához és álnéven egy bentlakásos iskolába vitette, mivel ott üldözői nem bukkannak rá. Andrea értesül barátnője haláláról, őt pedig Trent bérgyilkosai követik. Visszaérve a házhoz Mason és Andrea tűzharcba keveredik, de sikerül elmenekülniük. Ketten elmennek Mason régi házához és elhozzák a felvételt tartalmazó kamerát. Storm megkéri O'Malley-t, hozza el Sonnyt az iskolából és vigye ki a városból. O'Malley így tesz, de a pályaudvaron megtámadják a bérgyilkosok. A rendőr halálos lövést kap, de Sonny sikeresen elmenekül. Hamarosan odaérnek Masonék és megmentik Sonnyt. Masonnek már csak egy teendője van: megkeresni és elintézni Trent szenátort.
Mason belopakodik Trent házába, likvidálja annak embereit (köztük felesége gyilkosát is), ezután elkapja a szenátort. A házat rendőrök veszik körül, akik arra kényszerítik Masont, dobja el a fegyverét. Mason ezt teszi, ám a rendőrök Trentet tartóztatják le, mivel Andrea korábban elvitte a rendőrőrsre a kamerát. A film végén a Mason által készített felvétel látható, melyet lejátszanak a televízióban és a szenátor arca is felismerhető rajta.
|  | Itt a vége a cselekmény részletezésének! |

## Szereplők
| Színész             | Szerep                    | Magyar hang            | Magyar hang                 |
| Színész             | Szerep                    | - 1. szinkron - (1990) | - 2. szinkron - (1997–2002) |
| ------------------- | ------------------------- | ---------------------- | --------------------------- |
| Steven Seagal       | Mason Storm nyomozó       | Szakácsi Sándor        | Szakácsi Sándor             |
| Zachary Rosencrantz | Sonny Storm               | Minárovits Péter       |                             |
| Kelly LeBrock       | Dr. Andrea 'Andy' Stewart | Tóth Enikő             | Németh Borbála              |
| William Sadler      | Vernon Trent szenátor     | Ujréti László          | Tarján Péter                |
| Frederick Coffin    | Kevin O'Malley hadnagy    | Tordy Géza             | Papp János                  |
| Andrew Bloch        | Dan Hulland kapitány      | Márton András          | Orosz István                |
| Branscombe Richmond | Max Quentero nyomozó      | Kránitz Lajos          | Megyeri János               |
| Charles Boswell     | Jack Axel nyomozó         | Kozák András           | Holl Nándor                 |
| James DiStefano     | Nolan nyomozó             |                        |                             |
| Dean Norris         | Goodhart őrmester         | Varga T. József        |                             |
| Bonnie Burroughs    | Felicia Storm             | Spilák Klára           | Farkasinszky Edit           |

## A film készítése
A forgatás 1989. április 3-tól június 16-ig tartott. A forgatókönyv első vázlatát, amit szintén 1989-ben fejeztek be, Steven Pressfield, Ronald Shusett és Steven Seagal írta. Ennek ellenére a filmben egyikük neve sem tűnik fel a forgatókönyvírók felsorolásakor és Seagal is csak a főszerepért kapta meg a gázsiját.
Ez volt Seagal második filmje a Nico után, ami tovább erősítette az akcióhős státuszát, köszönhetően az egyedi mozgásoknak és az aikido harci stílus alkalmazásának. A film női főszereplője, Kelly LeBrock Seagal akkori felesége is játszik a filmben, itt látható először és utoljára, amint az akcióhős oldalán tűnik fel.

## Fogadtatás
Az Ölve vagy halva meglehetősen vegyes kritikákat kapott a bemutatáskor. A kritikusok helyenként dicsérték Seagal színészi teljesítményét, ám megjegyezték, hogy mimikája még korántsem tökéletes. A Rotten Tomatoes-on 33%-ot kapott, így jóval kevesebb az eredmény, mint Seagal előző filmjének a Niconak. Az IMDb honlapján jelenleg 5,0 pontra áll, így az átlag szerint egy közepes film.
A fogadtatás ellenére az Amerikai Egyesült Államokban 47 410 000 dollár bevételt hozott, ez elég korrekt eredménynek mondható. Magyarországon kiemelkedő rajongás övezi a filmet, sok ember kedvencévé vált a videokorszakban.